# 경북기계공업고등학교
경북기계공업고등학교(慶北機械工業高等學校)는 대한민국 대구광역시 달서구 상인동에 있는 공립 고등학교이다.

## 학교 연혁
- 1978년 11월 8일 : 경북기계공업고등학교 설립인가(정밀기계과 15, 배관과 6, 금속과 3, 전기과 6 계 30학급)
- 1979년 3월 1일 : 초대 이길수 교장 취임(교가제정 작사 이동재, 작곡 이영노)
- 1979년 3월 7일 : 제1회 입학식(경북고교 가교사 608명)
- 1980년 2월 28일 : 신축교사로 학교 이전(상인동 1번지)
- 1982년 2월 10일 : 제1회 졸업식(574명)
- 1996년 10월 16일 : 기자재 수리센타 및 공동실습소 개소식
- 2005년 4월 13일 : 달비관 개관(강당, 실내체육관)
- 2008년 10월 2일 : 경북기계공업고등학교 '마이스터고' 선정
- 2009년 1월 12일 : 실습동 증축 공사 완공
- 2010년 3월 2일 : 2010년도 마이스터고 전국동시 신입생 개교, 입학식(15학급 302명)
- 2010년 4월 15일 : 기숙사 신축 공사 준공
- 2020년 9월 1일 : 제14대 김종구 교장 취임
- 2022년 1월 5일 : 제41회 졸업식(마이스터고 10기 290명, 졸업생 누계 23,921명)
- 2022년 3월 2일 : 제44회 입학식(마이스터고 13기, 기계·메카트로닉스계열 14학급 253명)

## 설치 학과
- 전기과
- 자동화시스템과

## 참고 자료
- 경북기계공업고등학교 - 한국교육학술정보원 학교알리미